# میرآباد
میرآباد، شهری در بخش مرکزی شهرستان میرآباد استان آذربایجان غربی ایران است. این شهر، مرکز شهرستان میرآباد است.

## موقعیت جغرافیایی
این شهر کردنشین در جنوب غربی استان آذربایجان غربی و در نوار مرزی ایران و عراق، در حاشیه رودخانه زاپ کوچک و در دامنه شرقی کوهستان قندیل قرار دارد.

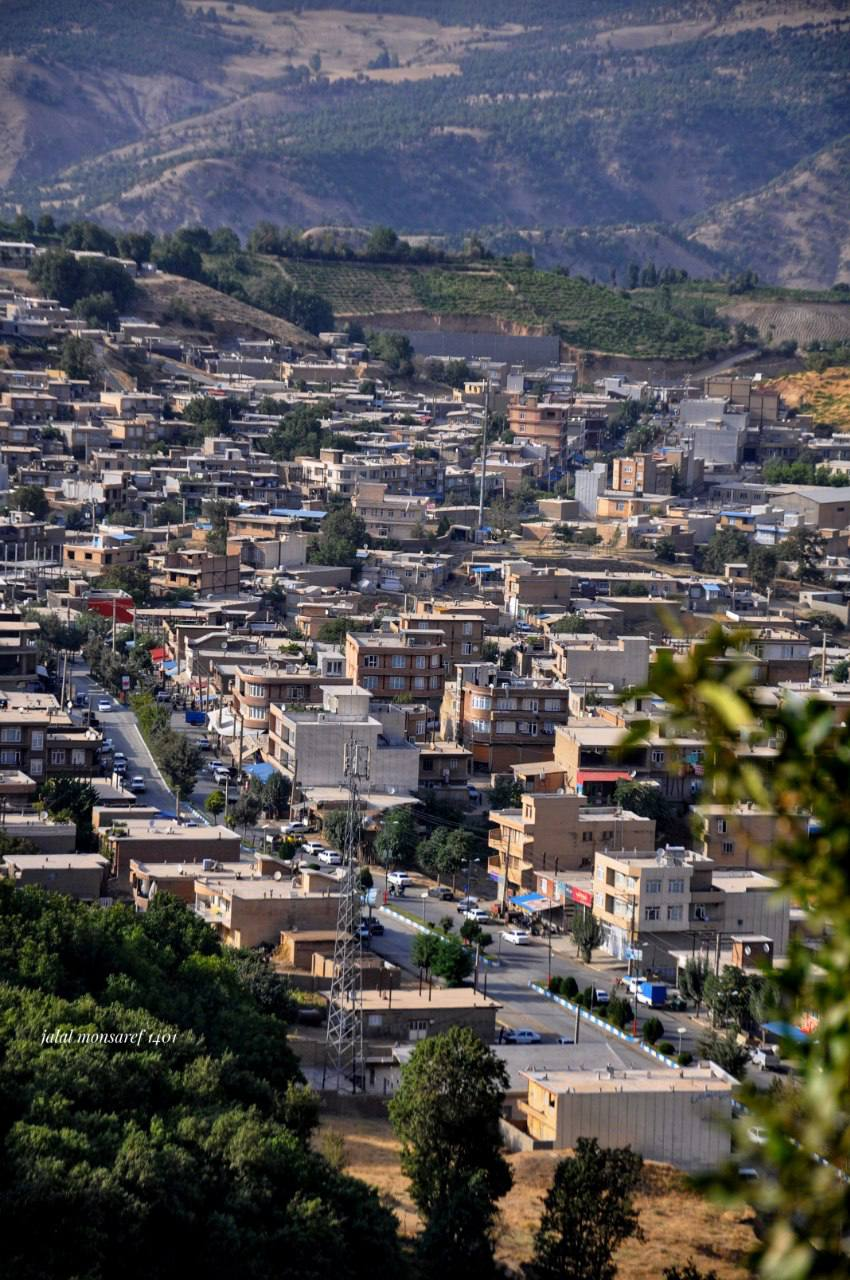
نمایی از شهر میرآباد

## مردم‌شناسی

### جمعیت
برطبق سرشماری ها درسال 1403 جمعیت این شهرستان به 29000 نفر رسیده است.

### زبان و دین
مردم شهر میرآباد، کرد هستند و به زبان کردی سورانی و گویش مکریانی سخن می‌گویند؛ همچنین دین این مردم، اسلام و پیرو مذهب اهل سنت شافعی هستند.

## محیط زیست
میرآباد دارای جنگل‌های حفاظت شده با تراکم بالا می‌باشد؛ جنگل‌های این شهر به دلیل وجود درخت‌های بلوط و گیاهان وحشی محل زیست مناسبی را برای حیواناتی همچون سنجاب، گراز و گوزن فراهم کرده‌است. همچنین شکارچیانی همچون خرس، گربه وحشی و گرگ نیز در این جنگل‌ها زندگی می‌کنند.